# روسيلي غوستافو
روسيلي غوستافو  (بالبرتغالية: Roseli Gustavo) مواليد 25 يوليو 1971 ، هي لاعبة كرة سلة برازيلي سابقة. شاركت في الألعاب الأولمبية الصيفية 1996.

## الميداليات
| الميدالية | المسابقة                       |
| --------- | ------------------------------ |
| فضية      | الألعاب الأولمبية الصيفية 1996 |

## روابط خارجية
- روسيلي غوستافو على موقع الاتحاد الدولي لكرة السلة (الإنجليزية)
- روسيلي غوستافو على موقع بروبوليرز (الإنجليزية)
- روسيلي غوستافو على موقع سبورتس رفرنس (الإنجليزية)
- روسيلي غوستافو على موقع أوليمبيديا (الإنجليزية)
- روسيلي غوستافو على موقع اللجنة الأولمبية البرازيلية (البرتغالية)